# Cuauhtémoc Calderón Galván
Cuauhtémoc Calderón Galván (Zacatecas, 19 de julio de 1975) es un político mexicano, miembro de Movimiento Ciudadano. En 2007 fue elegido Presidente Municipal de la ciudad de Zacatecas, postulado por el Partido Acción Nacional para el periodo que inició el 15 de septiembre de 2007 y que concluiría en igual fecha de 2010, siendo el primer militante del PAN en lograr el triunfo en esa ciudad.
En las elecciones de 2007 obtuvo el triunfo por sobre los candidatos del PRD, Javier Suárez del Real, del PRI, José Marco Antonio Olvera Acevedo y del PT, José Narro Céspedes. El 14 de noviembre de 2008 fue elegido Presidente de Alcaldes de Acción Nacional A.C. para un periodo de dos años.
El 23 de enero de enero de 2010 solicitó licencia indefinida como Presidente Municipal para participar en el proceso interno del PAN para la elección de su candidato a gobernador. A partir de abril de 2011 se integró a la Secretaría de Desarrollo Social como Asesor del Secretario Heriberto Félix Guerra para atender a los Municipios del País.
En marzo de 2013 presentó su renuncia al PAN y anunció su adhesión al PVEM, partido que lo postuló a diputado local en el Distrito II y por la vía de Representación Proporcional.
El 7 de septiembre de 2013 tomó protesta como diputado Local en la Sexagésima Primera Legislatura del Estado Libre y Soberano de Zacatecas (2013-2016). Ese mismo mes es nombrado coordinador de su fracción; además, presidente de la Comisión de Agua y Saneamiento, Secretario en la Comisión de Régimen Interno y Concertación Política, Presupuesto y Cuenta Pública, Atención a Migrantes, Fortalecimiento Municipal y de Asuntos Electorales. Presidente de la Mesa Directiva en el segundo mes, del primer año de sesiones (octubre de 2013).